# 高垣寅次郎
高垣 寅次郎（たかがき とらじろう、1890年2月26日 - 1985年8月25日）は、日本の経済学者。

## 経歴
1890年、広島県尾道市生まれ。1911年、神戸高等商業学校（現神戸大学）卒業。 続いて東京高等商業学校（後の東京商科大学、一橋大学）において佐野善作に師事。同じ門下に塩野谷九十九、鬼頭仁三郎、高橋泰蔵、新庄博、岡田俊平などがいた。彰化商業銀行董事長を務めた呉金川なども高垣ゼミ出身。1913年、東京高等商業学校を卒業。
卒業後、1913年に三井銀行に入行。しかし1915年には母校の東京高等商業学校へ戻り、助教授となり、1924年より同校教授。1926年には東京商科大学で経済学博士号を取得。また、同年に初代東京商科大学附属図書館長となった。1938年、外務省嘱託、1941年、海軍省嘱託。1943年に石橋湛山、山崎覚次郎らと金融学会を創立、1950年から31年あまり会長の任を果たした。1944年拓殖大学第7代学監、1946年同第7代総長・理事長。
戦後は下記の多くの役職を務め、1985年、95歳で死去した。
- 1946年紅陵大学（現拓殖大学）総長・理事長
- 1951年一橋大学名誉教授
- 1953年三菱銀行取締役
- 1962年成城大学学長、成城学園長
- 1971年成城学園名誉学園長
- 1950年日本金融学会会長、日本学術会議会員
- 1951年日本経済学会連合理事長
- 1952年日本学術振興会理事長
- 1959年日本学士院会員
- 1963年日本ユネスコ国内委員会副会長
- 1964年第13回ユネスコ総会日本政府代表
- 1965年日本ユネスコ国内委員会会長、文化功労者選考審議会委員
- 1968年日本ユネスコ国内委員会名誉会長
- 1971年財団法人ユネスコ・アジア文化センター理事長
- 1972年財団法人ユネスコ・アジア文化センター会長
- 1983年財団法人ユネスコ・アジア文化センター名誉会長

## 受賞・栄典
- 1976年：勲一等瑞宝章受章
- 1985年：従三位[4]

## 主要著作
- 『銀行集中論』、1914年（大正3年）
- （佐野善作と共著）『銀行論』、1926年（大正15年）
- 『貨幣の生成』（貨幣の理論、第1巻）、同文館、1926年（大正15年）
- 『貨幣の本質』（貨幣の理論、第2巻）、同文館、1927年（昭和2年）
- 『貨幣の職能』（貨幣の理論、第3巻）、同文館、1928年（昭和3年）
- 『金本位制度の研究』、東京銀行集会所、1929年
- （高田保馬と共著）『経済学の基礎理論』、改造社、1932年
- 『商業経済辞典』、日本評論社、1939年
- 『戦時の貨幣金融問題』（五十嵐直三記念論文集）、五十嵐直三著、高垣寅次郎編集、1942年
- （金子弘と共著）『産業心理学』、千倉書房、1944年
- 『貨幣論入門』、広文社、1950年
- （新庄博、山口茂、田中金司、高橋泰蔵、塩野谷九十九共編）『体系金融辞典』、東洋経済新報社、1953年
- 『日本の貿易政策』、有斐閣、1955年
- 『近代日本金融史』、全国地方銀行協会、1955年
- （稲葉史郎、高田保馬と共著）『経済学の基礎理論』、有斐閣、1956年
- （寺尾琢磨と共著）『人口』、有斐閣、1958年
- （高橋泰蔵と共著）『金融』、有斐閣、1960年
- （吉田政治、岡田俊平と共著）『銀：本位通貨史における役割』、清明会新書2、1969年
- （監修）『世界各国の金融制度』、全8巻、大蔵財務協会、1970年
- 『明治初期　日本金融制度史研究』、清明会出版部、1972年